# Lista över fornlämningar i Ljusnarsbergs kommun
Lista över fornlämningar i Ljusnarsbergs kommun är en förteckning av ett urval av de fornlämningar som finns i Ljusnarsbergs kommun.

## Ljusnarsberg
| Namn                             | Lämningstyp         | Tillkomsttid | Historisk indelning       | Plats | Läge                 | ID-nr          | Bild                                 |
| -------------------------------- | ------------------- | ------------ | ------------------------- | ----- | -------------------- | -------------- | ------------------------------------ |
| Ljusnarsberg 49:1                | Gravfält            |              | Ljusnarsberg, Västmanland |       | 59.836648, 15.009076 | 10225100490001 | Ladda upp en bild av detta fornminne |
| Läpisto (Ljusnarsberg 639:1)     | Lägenhetsbebyggelse |              | Ljusnarsberg, Västmanland |       | 59.962793, 14.795214 | 10225106390001 | Ladda upp en bild av detta fornminne |
| Öltorpet (Ljusnarsberg 708)      | Lägenhetsbebyggelse |              | Ljusnarsberg, Västmanland |       | 59.953742, 15.167977 | 12000000036340 | Ladda upp en bild av detta fornminne |
| Svartpålstorp (Ljusnarsberg 743) | Lägenhetsbebyggelse |              | Ljusnarsberg, Västmanland |       | 59.895634, 14.906711 | 12000000046595 | Ladda upp en bild av detta fornminne |